# Patryk Pleskot
Patryk Pleskot (ur. 19 marca 1980 w Otwocku) – polski historyk i politolog, doktor habilitowany nauk społecznych, profesor Uniwersytetu Rzeszowskiego, naczelnik w Instytucie Pamięci Narodowej.

## Życiorys
Absolwent Uniwersytetu Warszawskiego i École des hautes études en sciences sociales w Paryżu. Studiował także na uniwersytecie w Nancy. Stypendysta Fundacji na rzecz Nauki Polskiej, Ministerstwa Edukacji Narodowej oraz rządu Republiki Francuskiej. W 2007 uzyskał stopień naukowy doktora nauk humanistycznych w zakresie historii na podstawie pracy Związki polskich humanistów-badaczy z humanistyką francuską w latach 1945–1989 (promotorzy: Marcin Kula i Jacques Revel). W 2013 przebywał w charakterze visiting fellow na University of Western Sydney w Australii. W latach 2013–2015 afiliowany przy Ośrodku Badań nad Migracjami Uniwersytetu Warszawskiego. W 2015 decyzją Rady Instytutu Studiów Politycznych Polskiej Akademii Nauk otrzymał stopień doktora habilitowanego nauk społecznych w zakresie politologii (Kłopotliwa panna „S”. Postawy polityczne Zachodu wobec „Solidarności” na tle stosunków z PRL (1980–1989)).
Wykładowca historii XIX i XX wieku w Szkole Wyższej Przymierza Rodzin w Warszawie i varsavianistyki w Instytucie Historycznym Uniwersytetu Warszawskiego. Od 2007 pracownik Centrali / Oddziałowego Biura Badań Historycznych IPN w Warszawie, od 2023 r. naczelnik biura. W latach 2015–2021 zatrudniony na stanowisku profesora nadzwyczajnego/uczelni w Państwowej Wyższej Szkole Zawodowej w Oświęcimiu. Kierownik Zakładu Pamięci o Zagładzie i Praw Człowieka w Instytucie Nauk Politycznych im. J. Karskiego PWSZ (2015–2018), Zakładu Myśli Politycznej i Teorii Polityki w Instytucie Nauk Humanistycznych i Społecznych im. J. Karskiego PWSZ (od 2018 r.), członek Senatu uczelni (2016–2020).
Od 2021 zatrudniony na etacie profesora uczelni w Instytucie Nauk o Polityce Uniwersytetu Rzeszowskiego. Od 2023 naczelnik Oddziałowego Biura Badań Historycznych IPN w Warszawie.
Interesuje się m.in. historią i historiografią francuską, historią społeczno-kulturalną i polityczną PRL, badaniami migracyjnymi, epoką „Solidarności”, teoriami stosunków międzynarodowych, badaniami nad pamięcią społeczną, polityką historyczną oraz działalnością służb wywiadowczych i kontrwywiadowczych.
Autor ponad 200 artykułów naukowych, a także autor, współautor lub redaktor ponad 50 książek (w tym ponad 20 monografii naukowych). Publikował m.in. w periodykach „Kwartalnik Historyczny”, „Dzieje Najnowsze”, „Mówią Wieki”, „Acta Poloniae Historica”, „Zeszyty Historyczne” (Paryż), „Pamięć i Sprawiedliwość”, „Wolność i Solidarność”, „Etudes Corses et Méditerranéennes", „Irish Slavonic Studies”, „Central European Political Science Review”, „Central and Eastern European Migration Review”; a także m.in. w pismach „Biuletyn Informacyjny AK”, „Do Rzeczy”, "Pomocnik Historyczny Polityki", "Tygodnik Powszechny”, "Tygodnik Solidarność", „Focus Historia”, „wSieci Historii”, „Nowe Państwo”, na portalu „Wirtualna Polska”.
Gość w programach telewizyjnych (m.in. „Warto rozmawiać”, „Pytanie na śniadanie”, „Ex Libris”, „Halo Polonia”), serwisach informacyjnych TV (m.in. „TVP Info”, „Polsat News", „Wiadomości”, „Panorama”), w rozgłośniach radiowych (m.in. „Program II Polskiego Radia”, „Polskie Radio 24”, „Tok FM”, „Radio Dla Ciebie”, „Radio Plus", „Radio Warszawa”, „Radio Kraków”, „France Culture”, australijska rozgłośnia „SBS”); konsultant programów dokumentalnych („TVP Historia”, „Focus TV”) i portalach internetowych (m.in. „Onet”, „Wirtualna Polska”, „interia.pl”, „Natemat.pl”, „Fakt24.pl"). Stały gość programu „Historia na dziś” (Polskie Radio 24).

## Członkostwo w kolegiach redakcyjnych i stowarzyszeniach
- członek komitetu redakcyjnego periodyku „Pamięć i Sprawiedliwość”
- członek Baltic Intelligence and Security Studies Association (BISSA)
- członek Polish American Historical Association (PAHA)
- członek Polish Studies Association (PSA)

## Nagrody i wyróżnienia
W październiku 2013 r. jego książka Kłopotliwa panna S. Postawy polityczne Zachodu wobec Solidarności na tle stosunków z PRL (1980–1989) została nagrodzona w Konkursie Książka Historyczna Roku organizowanym przez Telewizję Polską, Polskie Radio i Instytut Pamięci Narodowej. W listopadzie 2013 r. ta sama książka otrzymała Nagrodę Klio III stopnia w kategorii „monografia naukowa”. W październiku 2014 r. została nominowana do Nagrody Literackiej i Historycznej Identitas oraz do Nagrody Historycznej im. Kazimierza Moczarskiego.
W 2013 r. dwie jego książki: Niewiadomski: zabić prezydenta oraz Cudzoziemcy w Warszawie 1945-1989 były nominowane do nagrody „Najlepsze Varsaviana 2012/2013” (przyznawanej przez Towarzystwo Miłośników Historii i Bibliotekę Główną Województwa Mazowieckiego).
W listopadzie 2015 r. jego książka Miasto śmierci. Pytania o morderstwa polityczne popełnione w Warszawie (1956-1989) otrzymała Nagrodę Klio w kategorii „varsaviana”
W styczniu 2016 r. inna jego książka, Zabić. Mordy polityczne w PRL, trafiła na 1. miejsce najlepiej sprzedających się książek historycznych na stronie empik.com.
W 2019 r. dwie jego książki: W cieniu centrali oraz Obrzeża społeczne Warszawy były nominowane do Konkursu im. Hanny Szwankowskiej „Varsaviana 2018/2019”
W maju 2020 jego książka Góry i teczki zdobyła Nagrodę Historyczną Polityki. W czerwcu ta sama książka otrzymała nominację do Nagrody Historycznej m. st. Warszawy im. Kazimierza Moczarskiego. W kwietniu 2025 opracowanie Świeć nam, Panie Generale zostało nominowane do Nagrody Historycznej Polityki.
Wielokrotny laureat Nagrody I stopnia Rektora PWSZ w Oświęcimiu od 2016 r., laureat Nagrody Prezesa IPN (2009, 2021, 2022, 2024).
Odznaczony Brązowym Krzyżem Zasługi w 2019 r., Medalem Stulecia Odzyskanej Niepodległości w 2022 r.

## Wybrane publikacje

### Prace własne
- Ideologia Komunistycznej Partii Francji wobec upadku ZSRR, Toruń: Wydawnictwo Duet 2006.
- Wielki mały ekran. Telewizja a codzienność Polaków w latach sześćdziesiątych, Warszawa: Wydawnictwo Trio 2007.
- Naukowa szkoła przetrwania. Stacja Naukowa PAN w Paryżu w latach 1978–2004, Warszawa: Wydawnictwa Uniwersytetu Warszawskiego 2008.
- Wojenna katastrofa 1939–1945, Warszawa: Wydawnictwo Book House 2009.
- Intelektualni sąsiedzi. Kontakty polskich historyków z francuskim środowiskiem „Annales” w latach 1945–1989, Warszawa: Instytut Pamięci Narodowej – Komisja Ścigania Zbrodni przeciwko Narodowi Polskiemu 2010.
- „Tarcza partii i narodu”. Kontrwywiad Polski Ludowej w latach 1945–1956. Zarys struktur i wybór źródeł, Warszawa: Instytut Pamięci Narodowej – Komisja Ścigania Zbrodni przeciwko Narodowi Polskiemu 2010.
- Niewiadomski: zabić prezydenta, Warszawa: Demart 2012.
- Kłopotliwa panna „S”. Postawy polityczne Zachodu wobec „Solidarności” na tle stosunków z PRL (1980–1989), Warszawa: Instytut Pamięci Narodowej – Komisja Ścigania Zbrodni przeciwko Narodowi Polskiemu 2013.
- Dyplomata, czyli szpieg? Działalność służb kontrwywiadowczych PRL wobec zachodnich placówek dyplomatycznych w Warszawie (1956–1989), część 1: Generalia, Warszawa: Instytut Pamięci Narodowej – Komisja Ścigania Zbrodni przeciwko Narodowi Polskiemu 2013.
- Dyplomata, czyli szpieg? Działalność służb kontrwywiadowczych PRL wobec zachodnich placówek dyplomatycznych w Warszawie (1956–1989), część 2: Exempla, Warszawa: Instytut Pamięci Narodowej – Komisja Ścigania Zbrodni przeciwko Narodowi Polskiemu 2013.
- Polska – Australia – Solidarność. Biografia mówiona Seweryna Ozdowskiego, Warszawa: Instytut Pamięci Narodowej – Komisja Ścigania Zbrodni przeciwko Narodowi Polskiemu 2014.
- Solidarność na Antypodach. Inicjatywy solidarnościowe polskiej diaspory w Australii, Warszawa: Instytut Pamięci Narodowej – Komisja Ścigania Zbrodni przeciwko Narodowi Polskiemu 2014.
- (współautor: Władysław Bułhak), Szpiedzy PRL-u, Kraków: Znak Horyzont – Społeczny Instytut Wydawniczy Znak 2014.
- Miasto śmierci. Pytania o morderstwa polityczne popełnione w Warszawie (1956-1989), Warszawa: Instytut Pamięci Narodowej – Komisja Ścigania Zbrodni przeciwko Narodowi Polskiemu 2015.
- Wina i kara. Społeczeństwa wobec rozliczeń zbrodni popełnionych przez reżimy totalitarne w latach 1939–1956. Studia i materiały, Warszawa: Instytut Pamięci Narodowej – Komisja Ścigania Zbrodni przeciwko Narodowi Polskiemu 2015.
- Zabić. Mordy polityczne w PRL, Kraków: Znak Horyzont – Społeczny Instytut Wydawniczy Znak 2016.
- Ślepa (czerwona) uliczka. Stołeczne struktury Ministerstwa Informacji i Propagandy (1944-1947), Warszawa: Instytut Pamięci Narodowej – Komisja Ścigania Zbrodni przeciwko Narodowi Polskiemu 2016.
- Przekręt. Najwięksi kanciarze PRL-u i III RP, Kraków: Znak Horyzont 2017.
- Prawo i bezprawie. Komitet Helsiński w Polsce (1982–1990), Warszawa: Instytut Pamięci Narodowej – Komisja Ścigania Zbrodni przeciwko Narodowi Polskiemu 2017.
- (współautor: Mirosław Pietrzyk), W cieniu Kaina. Ofiary aparatu represji na terenie Inowrocławia i okolic w okresie PRL, Inowrocław: NSZZ „Solidarność” Region Toruńsko-Włocławski 2018, 2019 (dwa wydania).
- W cieniu centrali. Struktury pionu SB Komendy Stołecznej MO i Stołecznego Urzędu Spraw Wewnętrznych w latach 1975–1990, Warszawa: Instytut Pamięci Narodowej – Komisja Ścigania Zbrodni przeciwko Narodowi Polskiemu 2018.
- Góry i teczki: opowieść człowieka umiarkowanego. Biografia mówiona Andrzeja Paczkowskiego, Warszawa: Instytut Pamięci Narodowej – Komisja Ścigania Zbrodni przeciwko Narodowi Polskiemu 2019.
- Księża z Katynia, Kraków: Znak Horyzont – Społeczny Instytut Wydawniczy Znak 2020.
- Sądy bezprawia. Wokół pokazowych procesów politycznych organizowanych w Warszawie (1944-1989), Warszawa: Instytut Pamięci Narodowej – Komisja Ścigania Zbrodni przeciwko Narodowi Polskiemu 2020.
- Wojskowy Sąd Rejonowy w Warszawie (1946–1955). Widok od wewnątrz, Warszawa: Instytut Pamięci Narodowej – Komisja Ścigania Zbrodni przeciwko Narodowi Polskiemu 2022.
- Twarze Wojskowego Sądu Rejonowego w Warszawie (1946–1955), Warszawa: Instytut Pamięci Narodowej – Komisja Ścigania Zbrodni przeciwko Narodowi Polskiemu 2022.
- Portret mordercy. Artysta, który zabił prezydenta, Kraków: Znak Horyzont 2022[17].
- Rurarz, Spasowski – żywoty równoległe. Wokół ucieczek ambasadorów PRL w grudniu 1981 r. t. 1: 1920–1981, Warszawa: Instytut Pamięci Narodowej – Komisja Ścigania Zbrodni przeciwko Narodowi Polskiemu 2023.
- Rurarz, Spasowski – żywoty równoległe. Wokół ucieczek ambasadorów PRL w grudniu 1981 r. t. 2: 1981–2007, Warszawa: Instytut Pamięci Narodowej – Komisja Ścigania Zbrodni przeciwko Narodowi Polskiemu 2023[18].
- Przedsiębiorstwo MBP. Wybrane aspekty pozaoperacyjnej działalności Ministerstwa Bezpieczeństwa Publicznego w przestrzeni miejskiej Warszawy (1945–1954), Warszawa: Instytut Pamięci Narodowej – Komisja Ścigania Zbrodni przeciwko Narodowi Polskiemu 2024[19].
- „Świeć nam, Panie Generale”. Wybór prywatnej korespondencji nadsyłanej do gen. Wojciecha Jaruzelskiego w latach 1982–1989 (z zasobów Instytutu Hoovera), , Warszawa: Instytut Pamięci Narodowej – Komisja Ścigania Zbrodni przeciwko Narodowi Polskiemu 2024[20].

### Książki objęte redakcją i opracowania
- (redakcja wraz z Tadeusz Rutkowski), Spętana Akademia. Polska Akademia Nauk w dokumentach władz PRL, t. 1: Materiały Służby Bezpieczeństwa (1967–1987), Warszawa: Instytut Pamięci Narodowej – Komisja Ścigania Zbrodni przeciwko Narodowi Polskiemu 2009.
- (redakcja) Solidarność, Zachód i Węże. Służba Bezpieczeństwa wobec emigracyjnych struktur Solidarności 1981–1989, wstęp, wybór i oprac. Patryk Pleskot, Warszawa: Instytut Pamięci Narodowej – Komisja Ścigania Zbrodni przeciwko Narodowi Polskiemu 2011.
- Pokolenie 82–90: Niezależne Zrzeszenie Studentów na Uniwersytecie Warszawskim we wspomnieniach (1982–1990)', oprac. Patryk Pleskot, Robert Spałek, Warszawa: Instytut Pamięci Narodowej – Komisja Ścigania Zbrodni przeciwko Narodowi Polskiemu 2011.
- Solidarność, Zachód i węże: Służba Bezpieczeństwa wobec emigracyjnych struktur Solidarności 1981–1989, wstęp, wybór i oprac. Patryk Pleskot, Warszawa: Instytut Pamięci Narodowej – Komisja Ścigania Zbrodni przeciwko Narodowi Polskiemu 2011.
- (redakcja wraz z Tadeusz Rutkowski), Spętana Akademia. Polska Akademia Nauk w dokumentach władz PRL, t. 2: Materiały partyjne (1950–1986), Warszawa: Instytut Pamięci Narodowej – Komisja Ścigania Zbrodni przeciwko Narodowi Polskiemu 2012.
- (redakcja) Cudzoziemcy w Warszawie 1945–1989. Studia i materiały, pod red. nauk. Patryka Pleskota, Warszawa: Instytut Pamięci Narodowej – Komisja Ścigania Zbrodni przeciwko Narodowi Polskiemu 2012.
- Wina i kara społeczeństwa wobec rozliczeń zbrodni popełnionych przez reżimy totalitarne w latach 1939–1956. Studia i materiały, pod red. nauk. Patryka Pleskota, Warszawa: Instytut Pamięci Narodowej – Komisja Ścigania Zbrodni przeciwko Narodowi Polskiemu 2015.
- Wasza solidarność – nasza wolność. Reakcje emigracji polskiej i świata na wprowadzenie stanu wojennego 13 grudnia 1981 r. (grudzień 1981 – styczeń 1982), pod red. nauk. Patryka Pleskota, Natalii Jarczyńskiej i Sławomira Łukasiewicza, Warszawa-Lublin: Instytut Pamięci Narodowej – Komisja Ścigania Zbrodni przeciwko Narodowi Polskiemu 2017.
- Za naszą i waszą Solidarność. Inicjatywy solidarnościowe z udziałem Polonii podejmowane na świecie (1980–1989), t. 1: Państwa pozaeuropejskie, pod red. nauk. Patryka Pleskota, Warszawa: Instytut Pamięci Narodowej – Komisja Ścigania Zbrodni przeciwko Narodowi Polskiemu 2018.
- Za naszą i waszą Solidarność. Inicjatywy solidarnościowe z udziałem Polonii podejmowane na świecie (1980–1989), t. 2: Państwa europejskie, pod red. nauk. Patryka Pleskota, Warszawa: Instytut Pamięci Narodowej – Komisja Ścigania Zbrodni przeciwko Narodowi Polskiemu 2018.
- Suplement w: Za naszą i waszą Solidarność. Inicjatywy solidarnościowe z udziałem Polonii podejmowane na świecie (1980–1989), t. 2: Państwa europejskie, pod red. nauk. Patryka Pleskota, Warszawa: Instytut Pamięci Narodowej – Komisja Ścigania Zbrodni przeciwko Narodowi Polskiemu 2018.
- Obrzeża społeczne Warszawy w latach 1945–1989, pod red. nauk. Patryka Pleskota, Warszawa: Instytut Pamięci Narodowej – Komisja Ścigania Zbrodni przeciwko Narodowi Polskiemu 2018.
- Z dziejów polskiej emigracji politycznej po 1939 roku. Ludzie, struktury, idee, por red. nauk Patryka Pleskota, Warszawa: Instytut Pamięci Narodowej – Komisja Ścigania Zbrodni przeciwko Narodowi Polskiemu 2019.
- (opracowanie) Andrzej Paczkowski, Fakty, pogłoski, nastroje. Dziennik czasu wojennego (14 XII 1981 – 13 VIII 1982), Warszawa: Instytut Pamięci Narodowej – Komisja Ścigania Zbrodni przeciwko Narodowi Polskiemu 2019.
- "Karnawał" po amerykańsku. Placówki dyplomatyczne USA w PRL wobec polskich wydarzeń od sierpnia 1980 do grudnia 1981 r., pod red. nauk. Patryka Pleskota, Warszawa: Instytut Pamięci Narodowej – Komisja Ścigania Zbrodni przeciwko Narodowi Polskiemu 2020.
- Między PRL a III RP (1989-1990). Legalizm czy kontynuacja?, pod red. nauk. Patryka Pleskota, Warszawa: Instytut Pamięci Narodowej – Komisja Ścigania Zbrodni przeciwko Narodowi Polskiemu 2020.
- Post po „karnawale”. Amerykańskie placówki dyplomatyczne w PRL wobec pierwszych tygodni stanu wojennego, pod red. nauk. Patryka Pleskota, Warszawa: Instytut Pamięci Narodowej – Komisja Ścigania Zbrodni przeciwko Narodowi Polskiemu 2021.
- Księża i dyplomaci. Spotkania pracowników amerykańskich placówek dyplomatycznych w PRL z przedstawicielami Kościoła w świetle dokumentów (1974–1988), pod red. nauk. Patryka Pleskota, Warszawa: Instytut Pamięci Narodowej – Komisja Ścigania Zbrodni przeciwko Narodowi Polskiemu 2021.
- (opracowanie wraz z Grzegorzem Miką) Szucha 25. Pierwsze ministerstwo wolnej Polski, Warszawa: Instytut Pamięci Narodowej – Komisja Ścigania Zbrodni przeciwko Narodowi Polskiemu 2022.
- II RP: cienie i blaski. Szkice do bilansu z perspektywy stulecia, Warszawa 2023, pod red. nauk. Patryka Pleskota, Warszawa: Instytut Pamięci Narodowej – Komisja Ścigania Zbrodni przeciwko Narodowi Polskiemu 2023.
- (redakcja wraz z Rafałem Łatką),Józef Keller – ksiądz, profesor, donosiciel, apostata, marksistowski religioznawca. Przypadek tajnego współpracownika ps. „Ostrożny” / „Adam Piotrowski”, pod red. nauk. Rafała Łatki i Patryka Pleskota, Warszawa: Instytut Pamięci Narodowej – Komisja Ścigania Zbrodni przeciwko Narodowi Polskiemu 2024.

## Filmografia
Udzielał wypowiedzi w seriach i filmach dokumentalnych:
- 2015–2017: Z filmoteki bezpieki (TV Republika, IPN)- wypowiedzi autorskie w kilku odcinkach
- 2015: „90 sekund historii” (TVP, IPN) – wypowiedzi autorskie w kilkunastu odcinkach
- 2016: „Grupa „D” – Departament IV” (serial dokumentalny) (TV Republika) – wypowiedzi autorskie w kilku odcinkach
- 2017: „Polscy szpiedzy” Canal+, Canal+ Discovery – wypowiedzi autorskie w kilku odcinkach
- 2017: „Szpiedzy” (TVP Szczecin) – wypowiedzi autorskie w kilku odcinkach
- 2021: „Księża Wolności” (TVP Historia) - wypowiedzi autorskie[21].
- 2023: „Czarna Wołga” (TVP Historia) - wypowiedzi autorskie[22].